# Arnocrinum drummondii
Arnocrinum drummondii là một loài thực vật có hoa trong họ Măng tây. Loài này được Endl. & Lehm. mô tả khoa học đầu tiên năm 1846.